# إنغرام اولكين
إنغرام اولكين (بالإنجليزية: Ingram Olkin) (و. 1924 – 2016 م) هو رياضياتي، وإحصائي من الولايات المتحدة الأمريكية . ولد في واتربوري .

## التعليم
تعلم في جامعة ولاية كارولينا الشمالية في تشابل هيل

## جوائز
حصل على جوائز منها:
- زمالة غوغنهايم.